# Слюдизація
Слюдизація (рос. слюдизация, англ. micatization, нім. Verglimmerung f)  у мінералогії – процес метасоматичного заміщення польових шпатів та ін. мінералів слюдами. 